# 珍妮丝·利特曼
珍妮丝·利特曼，是流行情景喜剧 《老友记》中的虚构人物，由玛姬·惠勒扮演。
由於她那濃重到令人發毛的纽约鼻音、讓天氣立刻晴轉陰的笑聲以及招牌式的“Oh.. my.. God!”，她很快成为与她几经分合的男友錢德·賓的毒药。他们一共分手（又和好）不下四次。她还是Chandler的室友Joey挥之不去的痛。曾经认为和她共度了一整天（被她称为“Joey和Janice‘欢乐’一日遊”）而没有杀了她绝对是一个巨大的个人进步。
一次Chandler为了试图离开她而宣称说他要搬到也门（地址: 也门，也门路15号）去了，最终为了证明他不是在撒谎而不得不真的登上飞机飞到也门去了（虽然很不情愿）。她还和Ross有过一夜情 （当时她还以为Chandler仍然在也门）, 讽刺的是，她竟然觉得Ross太唠叨而没有和他继续下去。
Chandler在Janice事件上的古怪，绝望的举动包括：一次在一个杂货店里在逃跑之前扔给她一包大麦，一次为了再次和她分手喝下了多半打浓咖啡。
在第8季Rachel生小孩的时候，Janice和她在同一个接生室里，当时她也似乎图方便的嫁给了一个耳聋的男人Sid。在第9季，Janice和Chandler与Monica到同一家诊所做生殖检查，可以想象他们有多么的沮丧。
她的最后一次出现是在《The One Where Estelle Dies》一集中，当时Monica和Chandler正准备定下他们的新房子。就在她要买下Monica和Chandler隔壁的房子时，Chandler对她撒谎说他对她仍然心存思念，如果他们作邻居的话，他们一定会发生点什么不该发生的事的，Janice就放弃了这个打算。其实三年前，Monica也用过这个类似的谎言来解释为什么她更希望Janice不要参加Chandler和Monica的婚礼。
Janice是惟一一个在《老友记》每一季都出现的4个配角之一（如果连第六季中某一集中出现的她那没有归属感的画外音也算上的话，这个画外音出现在情人节Chandler送给Monica做的情人混音带里），其余几个人是Jack和Judy Geller和Gunther。除了 科学家David（汉克·阿扎里亚）和Richard Burke （Tom Selleck）之外，Janice是另外一个与主角分手后仍继续出现的客串角色。从她第一次出现到最后一个出现在剧中，中间有230集，这比除六个主角外的任何一个角色都长。